# Thomas Weinhappel

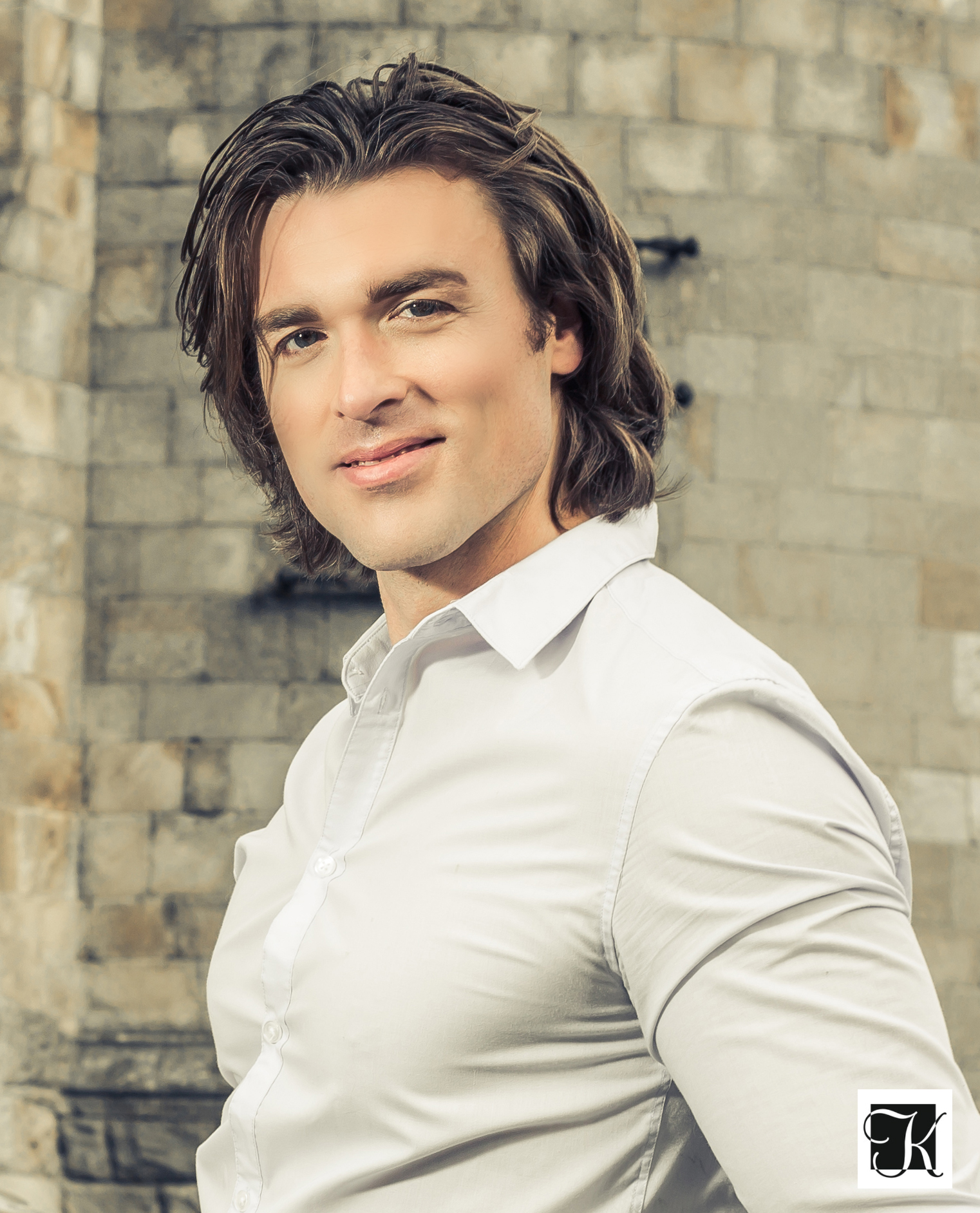
Thomas Weinhappel (2017)

Thomas Weinhappel (* 30. August 1980 in Stockerau) ist ein österreichischer Opernsänger (Bariton).

## Leben
Thomas Weinhappel bereiste als Altsolist der Wiener Sängerknaben Deutschland, England, Kanada, Schweden, Südamerika und die Vereinigten Staaten. Nach der Matura am Musikgymnasium Wien studierte er am Konservatorium der Stadt Wien und an der Universität für Musik und darstellende Kunst. Er schloss das Studium im Jahre 2007 als Master of Arts mit Auszeichnung ab.
Weitere Meisterkurse und Gesangsstudien absolvierte er bei Walter Berry, Barbara Bonney, Gundula Janowitz, Norman Shetler und Eva Blahova. Seit 2020 setzt er seine künstlerische Arbeit bei Kammersänger Falk Struckmann Falk Struckmann fort.
Michael Haneke entdeckte als Erster Weinhappels Talent, „aus Rollen Menschen zu machen“. In Hanekes 2001 mit drei goldenen Palmen in Cannes preisgekröntem Film Die Klavierspielerin sang er Lieder aus Schuberts Winterreise. Weinhappel arbeitete mit Regisseuren wie Christoph Schlingensief, Josef Ernst Köpplinger und Otto Schenk; er erarbeitete sich ein breites Repertoire der Opern-, Operetten-, Musical- und Liedliteratur, das bis zu zeitgenössischen Werken reicht.
Sein Bühnendebüt feierte Weinhappel am Stadttheater Bern in der Rolle des Leonetto in Boccaccio von Franz von Suppè. Weitere Auftritte folgten bei den Opernfestspielen St. Margarethen, an den Stadttheatern St. Gallen, Klagenfurt, Baden und am Vorarlberger Landestheater. Im Jahre 2006 sang er den Amfortas in Auszügen aus Wagners Parsifal in der Readymade-Oper Mea Culpa von Christoph Schlingensief. 2016 debütierte er bei den Bregenzer Festspielen in der Bühnenfassung der Staatsoperette von Otto M. Zykan.
Seine Liederabende führten ihn nach Australien, Deutschland, Schweiz, Türkei und Venezuela. Konzerte mit Robert Holl und Robert Lehrbaumer gab er im Stift Altenburg, im Wiener Konzerthaus und beim Carinthischen Sommer; Roger Vignoles begleitete ihn bei Liederabenden in London.
Thomas Weinhappel wurde im März 2017 als erster Österreicher mit dem höchsten tschechischen Musikpreis, dem „Thalia Award“ und damit mit dem Titel „Bester Opernsänger des Jahres 2016“ für seine Interpretation der Titelrolle in Hamlet von Ambroise Thomas ausgezeichnet.
Kurz nach dem „Thalia-Award“ erhielt er im November 2017 die „Libuska für die außergewöhnliche Rollengestaltung“ seines Hamlets, den zweithöchsten tschechischen Musikpreis von der Jury der Kritiker des seit 1993 stattfindenden Musikfestivals OPERA 2017 in Prag.
2018 debütierte er als Figaro in Rossinis Der Barbier von Sevilla.
2020 sang er in Paris an der Opéra Massy die Titelpartie in Mozarts Don Giovanni.
Während des coronabedingten Lockdowns gab er mehrere Online-Abende für die österreichischen Kulturinstitute in Budapest, Brüssel und Paris.
2022 sang er den Marcello in Puccinis La Bohème bei den Festspielen Klosterneuburg (operklosterneuburg.at).
Dort sang er 2023 den Posa in Verdis Don Carlos in der Regie von Günther Groissböck.
Im Juni 2024 debütierte er als Telramund beim Wagner Festival in Sofia und gab danach bei den Eutiner Festspielen den Kaspar (Der Freischütz / C.M.v.Weber). Im Winter 2025 debütiert er an der Bühne Baden in Puccinis Tosca als Scarpia.

## Repertoire (Auswahl)

### Oper
- Hamlet in Hamlet von Ambroise Thomas
- Holländer in Der fliegende Holländer von Richard Wagner
- Graf Telramund in Lohengrin von Richard Wagner
- Donner in Das Rheingold von Richard Wagner
- Wolfram in Tannhäuser von Richard Wagner
- Don Giovanni in Don Giovanni von Wolfgang Amadeus Mozart
- Scarpia in Tosca von Giacomo Puccini
- Escamillo in Carmen von Georges Bizet
- Posa in Don Carlo von Giuseppe Verdi
- Tarquinius in The Rape of Lucretia von Benjamin Britten
- Lukas in Schlafes Bruder von Herbert Willi

### Operette (Musical)
- Graf Danilo Danilowitsch in Die lustige Witwe von Franz Lehár
- Graf Peter Homonay in Der Zigeunerbaron von Johann Strauss
- Dr. Falke in Die Fledermaus von Johann Strauss
- Gaylord Ravenal in Show Boat von Jerome Kern

### Oratorium
- Carmina Burana von Carl Orff
- Ein deutsches Requiem von Johannes Brahms
- Weihnachtsoratorium, BWV 248 von Johann Sebastian Bach
- Krönungsmesse in C-Dur, KV 317 von Wolfgang Amadeus Mozart

### Lied
- Die Winterreise, op. 89, D. 911 von Franz Schubert
- Die schöne Müllerin, op. 25, D. 795 von Franz Schubert
- Dichterliebe von Robert Schumann
- An die ferne Geliebte, op. 98 von Ludwig van Beethoven

## Diskografie
- 2004: Messe Nr. 5 in As-Dur für vier Soli, Chor und Orchester von Franz Schubert
- 2006: Kaiserklänge aus Alt-Wien von Carl Michael Ziehrer
- 2013: Gib acht, wenn in deinem Herzen sich’s regt aus Ein tolles Mädel von Carl Michael Ziehrer
- 2013: Noch einmal blüht im Jahr der Mai aus Ein tolles Mädel von Carl Michael Ziehrer
- 2013: Herreinspaziert aus Der Schätzmeister von Carl Michael Ziehrer

## Filmografie
- 2001: Die Klavierspielerin
- 2020: A Suitable Boy (BBC-Serie)